# Канія (Кантемірський район)
Канія (рум. Cania) — село в Кантемірському районі Молдови. Адміністративний центр однойменної комуни, до складу якої також входить село Єпурень.

## Населення
За даними перепису населення 2004 року у селі проживали 2816 осіб.
Національний склад населення села:
| Національність | Кількість осіб |
| -------------- | -------------- |
| молдавани      | 2627           |
| болгари        | 68             |
| росіяни        | 27             |
| українці       | 26             |
| румуни         | 24             |
| цигани         | 24             |
| гагаузи        | 10             |
| інші           | 10             |
| Всього         | 2816           |

## Відомі люди
- Неллі Чобану — молдовська співачка.